# Musée maritime de Marioupol
Le musée maritime de Marioupol  (en ukrainien : Музей Маріупольського морського торговельного порту) de Marioupol se situe au 99 de la rue Lunina.
Il présente sur deux salles l'histoire du port depuis sa fondation jusqu'à nos jours.

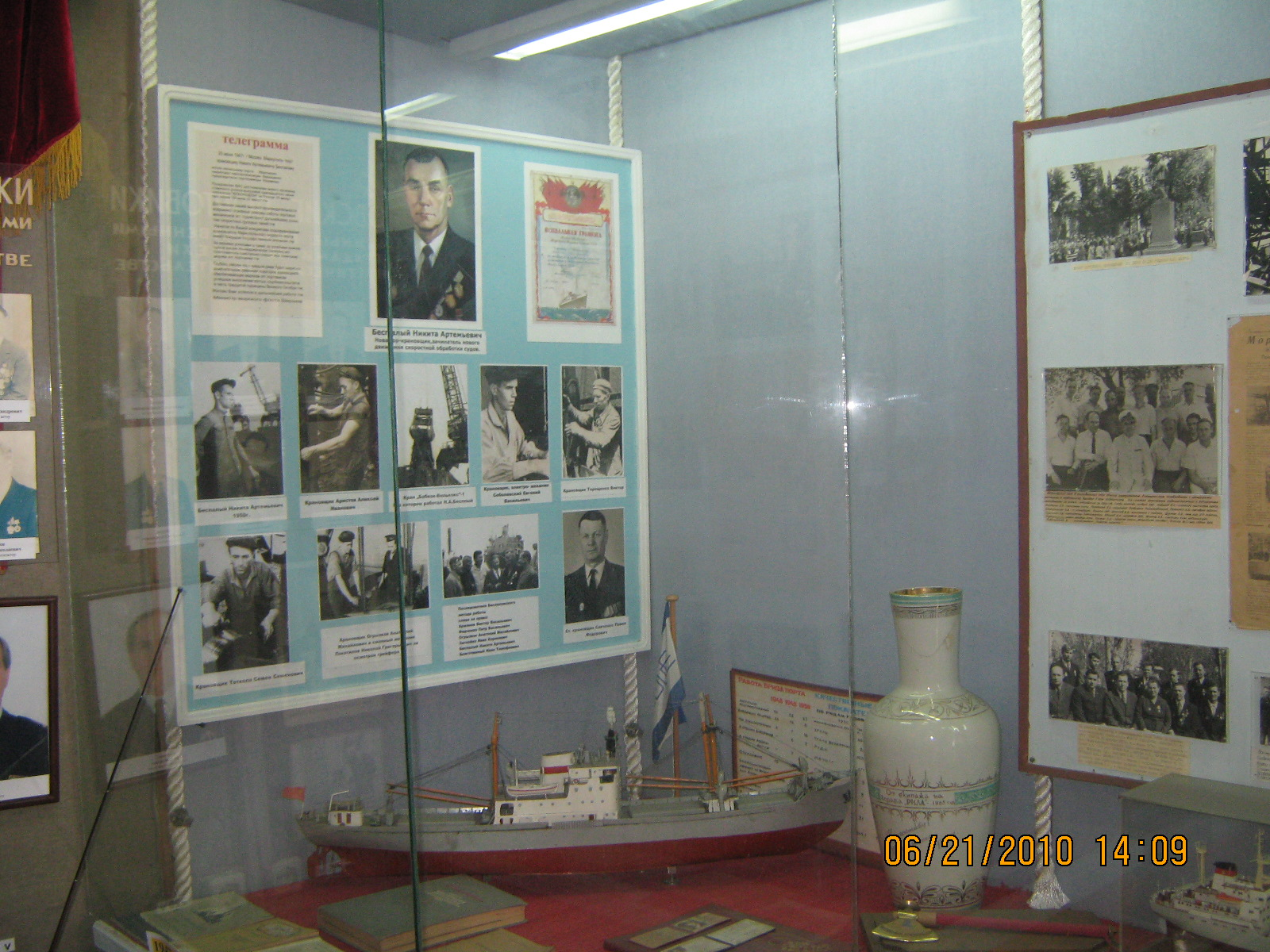
Vitrine d'une salle.